# Чакві
Ча́кві (груз. ჩაქვი) — містечко, даба в Кобулетському муніципалітеті, Аджарія, Грузія; адмінцентр громади Чакві (також включає села Букнарі і Сахалвашо). Розташоване на березі Чорного моря, кліматичний курорт. Населення на 2014 рік — 6 720 осіб.
В липні 2007 в містечку було збудовано радіолокаційну станцію (вартість $600 000). 41°43′30″ пн. ш. 41°43′43″ сх. д., OSM [Архівовано 26 липня 2018 у Wayback Machine.].

## Економіка
Чайна фабрика.  Світлини у Вікісховищі

## Транспорт
Автошляхи:
Залізнична станція Чакві 41°43′14″ пн. ш. 41°43′44″ сх. д.

## Відомі люди
В околицях Чакві збудував свій маєток із садом український педагог та етнограф XIX століття, що провадив педагогічну, етнографічну та археологічну діяльність у Грузії, Олександр Стоянов.